# WestJet Encore
WestJet Encore es una aerolínea regional canadiense que comenzó a operar en 2013. Es propiedad de WestJet Airlines, Ltd., que también es la compañía matriz de WestJet Airlines. La aerolínea tiene su sede en Calgary, Alberta. En respuesta a los estudios de mercado interno sobre las limitaciones de crecimiento futuro de WestJet Airlines que operan solo aviones Boeing 737, WestJet Encore se formó para permitir una mayor frecuencia de vuelos utilizando aviones más pequeños, así como para expandir el servicio a rutas con menos tráfico.
La aerolínea opera aviones Bombardier Q400, una variante del Bombardier Dash 8. La aerolínea es el cuarto operador más grande de la serie Bombardier Q400. Las bases de pilotos se encuentran en Calgary y Toronto, donde operan muchos vuelos de WestJet Encore. El servicio aéreo se inició originalmente en el oeste de Canadá, pero las rutas en la mitad oriental del país se agregaron más tarde.
La aerolínea es una aerolínea de bajo costo. Inicialmente contaba con empleados no sindicalizados, pero desde entonces los pilotos se han sindicalizado. WestJet Encore participa en WestJet Rewards, un programa de viajero frecuente basado en ingresos que ofrece recompensas con descuentos en vuelos.

## Destinos
WestJet Encore vuela rutas regionales en todo Canadá, principalmente hacia o desde Calgary, Toronto y Halifax. Las rutas incluyen ciudades más pequeñas, como Brandon, Manitoba a Calgary, dos ciudades con industria petrolera. Este nuevo servicio reintrodujo el servicio aéreo a Brandon. Otras rutas son frecuencias incrementadas en rutas WestJet existentes, como entre Calgary y Saskatoon. WestJet Encore presta servicios a cuatro destinos fuera de Canadá, a saber, Boston, Nashville, Portland, Oregón, y por temporadas, Myrtle Beach, Carolina del Sur. WestJet Encore operó vuelos entre Kelowna, Columbia Británica y Fort McMurray, Alberta, ni un aeropuerto central de WestJet Encore, de 2014 a 2016, pero interrumpió los vuelos en medio de un declive en la industria petrolera debido a la caída de los precios del petróleo. Los vuelos WestJet Encore están numerados como vuelo 3100 a 3899.

## Flota
WestJet Encore opera un tipo de avión, el Bombardier Q400 NextGen, una versión actualizada del Q400 con tren de aterrizaje actualizado, interiores rediseñados, iluminación y espacio de almacenamiento superior en la cabina más grande. A su vez, el Q400 es una versión actualizada del Bombardier Dash 8-400 que tiene supresión activa de ruido para crear una cabina de pasajeros más silenciosa. Para evitar la congelación de las líneas de agua durante las pernoctas en aeropuertos con clima frío, la aerolínea dejó inoperante el flujo de agua a los lavabos en 2013.
WestJet Encore utiliza una bolsa de vuelo electrónica (EFB) basada en Windows-OS suministrada por navAero que se puede conectar a la aeronave. Junto con un Sistema Integrado de Aplicación y Comunicación (ICAS) desarrollado por WestJet, los datos de vuelo objetivos se pueden compartir con el personal de mantenimiento para mejorar la eficiencia de la aeronave. Un ejemplo de uso sería después de que una aeronave fuera sometida a turbulencias severas, EFB e ICAS podrían determinar si se superaron o no los umbrales objetivos. Si no se superan esos umbrales, se evitan cuatro horas de mantenimiento e inspección en lugar de que los pilotos caractericen subjetivamente el nivel de turbulencia.
A abril de 2023, la flota de WestJet Encore consta de las siguientes aeronaves, con una edad media de 7.6 años: